# Liste der Baudenkmale in Neutrebbin
In der Liste der Baudenkmale in Neutrebbin sind alle Baudenkmale der brandenburgischen Gemeinde Neutrebbin und ihrer Ortsteile aufgelistet. Grundlage ist die Veröffentlichung der Landesdenkmalliste mit dem Stand vom 31. Dezember 2021.

## Legende
In den Spalten befinden sich folgende Informationen:
- ID-Nr.: Die Nummer wird vom Brandenburgischen Landesamt für Denkmalpflege vergeben. Ein Link hinter der Nummer führt zum Eintrag über das Denkmal in der Denkmaldatenbank. In dieser Spalte kann sich zusätzlich das Wort Wikidata befinden, der entsprechende Link führt zu Angaben zu diesem Denkmal bei Wikidata.
- Lage: die Adresse des Denkmales und die geographischen Koordinaten. Link zu einem Kartenansichtstool, um Koordinaten zu setzen. In der Kartenansicht sind Denkmale ohne Koordinaten mit einem roten beziehungsweise orangen Marker dargestellt und können in der Karte gesetzt werden. Denkmale ohne Bild sind mit einem blauen bzw. roten Marker gekennzeichnet, Denkmale mit Bild mit einem grünen beziehungsweise orangen Marker.
- Bezeichnung: Bezeichnung in den offiziellen Listen des Brandenburgischen Landesamtes für Denkmalpflege. Ein Link hinter der Bezeichnung führt zum Wikipedia-Artikel über das Denkmal.
- Beschreibung: die Beschreibung des Denkmales
- Bild: ein Bild des Denkmales und gegebenenfalls einen Link zu weiteren Fotos des Baudenkmals im Medienarchiv Wikimedia Commons

## Baudenkmale in den Ortsteilen

### Altbarnim
| ID-Nr.   | Lage                  | Bezeichnung                                                                                  | Beschreibung | Bild           |
| -------- | --------------------- | -------------------------------------------------------------------------------------------- | --- | -------------- |
| 09180233 | Großbarnim 15 (Lage)  | Hofanlage mit Wohnhaus, schmiedeeiserner Einfriedung und drei Stallgebäuden                  | Die Hofanlage Großbarnim 15 war in früherer Zeit ein Vierseithof. Die Anlage bestand aus dem Wohnhaus und drei Ställen. Das Wohnhaus wurde 1886 erbaut.                                | BW             |
| 09180258 | Großbarnim 17 (Lage)  | Hofanlage mit Mittelflurhaus, zwei Stallgebäuden, einer Scheune sowie Grundstückseinfriedung | Das Wohnhaus wurde 1797 erbaut. Es ist ein giebelständiges Fachwerkhaus mit einem Satteldach. Im Inneren befand sich eine Schwarze Küche.                                              | BW             |
| 09180264 | Kleinbarnim (Lage)    | Dorfkirche                                                                                   | Die evangelische Dorfkirche wurde im Jahr 1776 erbaut. Die Empore im Inneren stammt aus der ersten Hälfte des 19. Jahrhunderts. Der Kanzelaltar stammt wahrscheinlich aus der Bauzeit. | weitere Bilder |
|          | Kleinbarnim 41 (Lage) | Stallgebäude und Taubenhaus                                                                  | | BW             |
|          | Wubrigsberg 44 (Lage) | Hofanlage, bestehend aus Wohnhaus, zwei Stallgebäuden und Scheune                            | | BW             |

### Altlewin
| ID-Nr.   | Lage               | Bezeichnung                                              | Beschreibung | Bild                      |
| -------- | ------------------ | -------------------------------------------------------- | --- | ------------------------- |
| 09180304 | (Lage)             | Dorfkirche                                               | Die evangelische Kirche wurde am 6. März 1883 eingeweiht. Es ist ein Ziegelbau mit halbrunder Apsis und einem Turm. Die Orgel auf der Empore wurde erst nach 1945 eingebaut. | weitere Bilder            |
| 09180140 | Altlewin 5 (Lage)  | Wohnhaus                                                 | Das Wohnhaus ist Teil eines Schmiedegehöftes. Das Wohnhaus wurde 1813 erbaut. Es ist ein traufständiges Haus mit Krüppelwalmdach.                                            | Wohnhaus                  |
| 09180303 | Altlewin 12 (Lage) | Wohnhaus mit Stallgebäude                                | Das Wohnhaus war Teil eines Dreiseithofes. Das Haus wurde 1800 erbaut. Es ist eingeschossig mit Drempel und einem Satteldach. Ab 1954 befand sich hier der Sitz der LPG.     | Wohnhaus mit Stallgebäude |
|          | (Lage)             | Glocke mit Schutzkonstruktion, auf dem Friedhof Altlewin | | BW                        |

### Alttrebbin
| ID-Nr.   | Lage                             | Bezeichnung                                   | Beschreibung | Bild           |
| -------- | -------------------------------- | --------------------------------------------- | --- | -------------- |
| 09180752 | Alttrebbiner Dorfstraße 2 (Lage) | Schul- und Bethaus mit Fachwerkglockenschauer | Das Schul- und Bethaus wurde 1820 erbaut. Ab 1990 bis 1995 wurde das Haus nach langem Verfall saniert. Heute ist es ein Versammlungs- und Gemeindezentrum. | weitere Bilder |

### Neutrebbin
| ID-Nr.            | Lage                                  | Bezeichnung                                                                       | Beschreibung | Bild                                                                              |
| ----------------- | ------------------------------------- | --------------------------------------------------------------------------------- | --- | --------------------------------------------------------------------------------- |
| 09180598          | (Lage)                                | Historischer Dorfkern Neutrebbin                                                  | | Historischer Dorfkern Neutrebbin                                                  |
| 09180599 Wikidata | (Lage)                                | Dorfkirche                                                                        | Die erste Dorfkirche wurde von 1771 bis 1776 erbaut und 1816 abgerissen. Der Neubau wurde am 30. Oktober 1817 eingeweiht. Die Kirche hat einen rechteckigen Grundriss, die Sakristei befindet sich an der Ostseite, der Turm an der Westseite. Die Ausstattung im Inneneren ist schmucklos. Die Orgel stammt vom VEB Orgelbau Sauer Frankfurt (Oder) und wurde 1985 eingebaut.                                              | weitere Bilder                                                                    |
| 09180912          | (Lage)                                | Grabstätte der Eheleute Reinhold und Elise Lauersdorf auf dem Kirchhof Neutrebbin | Die Grabstätte wurde von dem Bildhauer Arno Breker von 1938 bis 1940 errichtet. Das Grabmal zeigt einen schreitenden Christus und ist aus Kalkstein gefertigt worden. | Grabstätte der Eheleute Reinhold und Elise Lauersdorf auf dem Kirchhof Neutrebbin |
| 09180916          | Bahnhofstraße 5 (Lage)                | Postamt mit Hofgebäude                                                            | Das Postamt wurde 1896 eröffnet. Das Gebäude ist ein traufständiges, zweigeschossiges Haus mit Satteldach. | Postamt mit Hofgebäude                                                            |
| 09180968          | Friedensplatz (Lage)                  | Friedrichdenkmal                                                                  | Das Denkmal zu Ehren Friedrich II. wurde erstmals 1904 errichtet, war jedoch seit 1952 verschwunden. Im Jahr 1994 ist ein originalgetreuer Nachguss zum 90. Jahrestag des Denkmals aufgestellt worden. Das Original wurde von Heinrich Wefing entworfen und in der Bronzegießerei Lauchhammer gefertigt. Von 1992 bis 1994 wurde das neue Denkmal von Roland Rother erschaffen. Die Aufstellung fand am 5. Juni 1994 statt. | Friedrichdenkmal                                                                  |
| 09180971          | Friedensplatz 5 (Lage)                | Hofanlage mit Wohnhaus, Stallgebäude, Waschküche und Laden                        | Das Wohnhaus wurde um 1820/1830 errichtet. Es ist ein Fachwerkhaus mit Krüppelwalmdach. Im Jahr 1940 wurde das Haus erweitert. Die Hofanlage wurde lange als Gänsemastbetreib genutzt. | Hofanlage mit Wohnhaus, Stallgebäude, Waschküche und Laden                        |
| 09180967          | Hauptstraße / Wriezener Straße (Lage) | Kriegerdenkmal                                                                    | Das Kriegerdenkmal steht im Kreuzungsbereich auf einer dreieckigen Rasenfläche. Es soll an die Gefallenen des Deutsch-Französischen Krieges 1870/1871 erinnern. Enthüllt wurde das Denkmal am 25. Juni 1908. | Kriegerdenkmal                                                                    |
| 09180970          | Hauptstraße 47, 49a (Lage)            | Hofanlage mit Wohnhaus, drei Stall- bzw. Wirtschaftsgebäuden                      | Der ehemalige Vierseithof wurde um 1820 erbaut. Heute besteht der Hof aua einem Wohnhaus aus dem Jahr 1820 und zwei Stall- und Wirtschaftsgebäuden aus dem Jahr 1900. Das Wohnhaus ist ein eingeschossiges Fachwerkhaus mit Krüppelwalmdach. Auf dem Hof wurde lange eine Gänsemast betrieben. | Hofanlage mit Wohnhaus, drei Stall- bzw. Wirtschaftsgebäuden                      |
| 09180969          | Hauptstraße 100 (Lage)                | Hofanlage mit Wohnhaus, Stallgebäude und Scheune                                  | Das Wohnhaus der Hofanlage wurde wahrscheinlich mit Gründung des Ortes um 1756/1757 erbaut. Es ist ein traufständiges eingeschossiges Fachwerkhaus mit Satteldach. | Hofanlage mit Wohnhaus, Stallgebäude und Scheune                                  |
| 09181383          | Karl-Marx-Straße 12 (Lage)            | Wohnhaus                                                                          | | Wohnhaus                                                                          |
| 09180966          | Karl-Marx-Straße 40 (Lage)            | Spritzenhaus mit Handspritze, Pferdespritze und Mannschaftswagen                  | Das jetzige Spritzenhaus wurde 1952 erbaut. | Spritzenhaus mit Handspritze, Pferdespritze und Mannschaftswagen                  |

### Wuschewier
| ID-Nr.   | Lage                      | Bezeichnung                      | Beschreibung                                                                                                   | Bild           |
| -------- | ------------------------- | -------------------------------- | --- | -------------- |
| 09180743 | (Lage)                    | Historischer Dorfkern Wuschewier | | BW             |
| 09180744 | Dorfstraße 16 (Lage)      | Schul- und Bethaus               | Das Schul- und Bethaus unter einem Dach wurde 1764 errichtet. Ein Glockenturm wurde im Jahre 1855 hinzugefügt. | weitere Bilder |
| 09180791 | Feldstraße 11 (Lage)      | Wohnhaus mit Stallgebäude        | | BW             |
| 09180745 | Oderbruchstraße 10 (Lage) | Wohnhaus mit Stallgebäude        | | BW             |